# Liste von Vulkanen in Aserbaidschan
Dies ist eine Liste von Vulkanen in Aserbaidschan, die während des Quartärs mindestens einmal aktiv waren.
| Bild | Name         | Gebirge          | Rayon    | Vulkantyp      | Letzte Eruption | Höhe [m] | Geokoordinaten                |
| ---- | ------------ | ---------------- | -------- | -------------- | --------------- | -------- | ----------------------------- |
|      | Axarbaxar    | Kleiner Kaukasus | Kəlbəcər | Schichtvulkan  | 778 v. Chr.     | 3029     | 40° 01′ 12″ N, 045° 46′ 48″ O |
|      | Böyük İşıqlı | Kleiner Kaukasus | Laçın    | Schichtvulkan  | Unbekannt       | 3552     | 39° 34′ 48″ N, 046° 10′ 12″ O |
|      | Qarqar       | Kleiner Kaukasus | Laçın    | Schlackenkegel | 3000 v. Chr.    | 3000     | 39° 43′ 48″ N, 046° 01′ 12″ O |